# 기소정
기소정(일본어: 木曽町 기소마치[*])은 일본 나가노현 기소군 중앙부에 있는 정이다.
2005년 11월 1일에 기소후쿠시마정, 히요시촌, 가이다촌, 미타케촌이 합병해 탄생했고 기소군 내에서 유일한 신설 정이다.

## 인접하는 자치체
- 나가노현
  - 마쓰모토시, 시오지리시, 이나시
  - 기소군 기소촌, 아게마쓰정, 오타키촌
  - 가미이나군 미야다촌

- 기후현
  - 다카야마시, 게로시

## 역사
- 1871년 7월 14일 - 폐번치현으로 나고야번은 나고야현이 되었다. 11월에는 나고야현의 시나노국 부분이 지쿠마현이 되었다.
- 1874년 9월 7일 - 지쿠마군 가이다촌, 미타케촌이 성립하였다.
- 1874년 11월 7일 - 지쿠마군 후쿠시마촌, 히요시촌이 성립하였다.
- 1876년 - 지쿠마현의 시나노국 부분이 나가노현에 편입되었다.
- 1879년 - 니시치쿠마군 성립으로 니시치쿠마군 가이다촌, 미타케촌, 후쿠시마촌, 신카이촌, 히요시촌이 되었다.
- 1893년 5월 27일 - 후쿠시마촌이 정으로 승격하였다.
- 1967년 5월 1일 - 후쿠시마정과 신카이촌이 합병해 기소후쿠시마정이 성립하였다.
- 1968년 5월 1일 - 니시치쿠마군이 기소군으로 개칭하였다.
- 2005년 11월 1일 - 기소군 기소후쿠시마정, 히요시촌, 가이다촌, 미타케촌이 합병해 기소정이 성립하였다. 이 신설 합병으로 나가노현에서 가장 면적이 큰 정이 되었다.

## 인구
| 연도 | 인구   | ±%     |
| ---- | ------ | ------ |
| 1940 | 22,256 | —      |
| 1950 | 22,190 | −0.3%  |
| 1960 | 22,429 | +1.1%  |
| 1970 | 18,868 | −15.9% |
| 1980 | 17,426 | −7.6%  |
| 1990 | 15,789 | −9.4%  |
| 2000 | 14,866 | −5.8%  |
| 2010 | 12,750 | −14.2% |
| 2020 | 10,584 | −17.0% |

|                                            | |
| 기소정의 전국의 연령별 인구 분포（2005년） | 기소정의 연령·남녀별 인구 분포（2005년）                                                                               |
| ■자주색 ― 기소정 ■녹색 ― 일본전국          | ■파랑색 ― 남자 ■빨간색 ― 여자                                                                                          |
| · 기소정（에 해당되는 지역）의 인구추이    | |
| 일본 총무성 통계국 국세조사 결과           | |
|                                            | 기술적 문제로 인해 그래프를 일시적으로 사용할 수 없습니다. 파브리케이터와 미디어위키 위키에 더 자세한 정보가 있습니다. |

## 기후
| Kiso-Fukushima의 기후             | Kiso-Fukushima의 기후 | Kiso-Fukushima의 기후 | Kiso-Fukushima의 기후 | Kiso-Fukushima의 기후 | Kiso-Fukushima의 기후 | Kiso-Fukushima의 기후 | Kiso-Fukushima의 기후 | Kiso-Fukushima의 기후 | Kiso-Fukushima의 기후 | Kiso-Fukushima의 기후 | Kiso-Fukushima의 기후 | Kiso-Fukushima의 기후 | Kiso-Fukushima의 기후 |
| 월                                | 1월                   | 2월                   | 3월                   | 4월                   | 5월                   | 6월                   | 7월                   | 8월                   | 9월                   | 10월                  | 11월                  | 12월                  | 연간                  |
| --------------------------------- | --------------------- | --------------------- | --------------------- | --------------------- | --------------------- | --------------------- | --------------------- | --------------------- | --------------------- | --------------------- | --------------------- | --------------------- | --------------------- |
| 일평균 최고 기온 °C (°F)          | 4.1 (39.4)            | 5.4 (41.7)            | 9.7 (49.5)            | 16.6 (61.9)           | 21.4 (70.5)           | 24.4 (75.9)           | 27.5 (81.5)           | 29.2 (84.6)           | 25.1 (77.2)           | 19.4 (66.9)           | 13.4 (56.1)           | 7.4 (45.3)            | 17.0 (62.5)           |
| 일평균 최저 기온 °C (°F)          | −7.0 (19.4)           | −6.5 (20.3)           | −2.7 (27.1)           | 2.5 (36.5)            | 7.9 (46.2)            | 13.4 (56.1)           | 17.6 (63.7)           | 18.4 (65.1)           | 14.5 (58.1)           | 7.3 (45.1)            | 0.9 (33.6)            | −4.0 (24.8)           | 5.2 (41.3)            |
| 평균 강수량 mm (인치)             | 68.1 (2.68)           | 86.2 (3.39)           | 155.8 (6.13)          | 149.1 (5.87)          | 193.2 (7.61)          | 236.3 (9.30)          | 282.0 (11.10)         | 167.0 (6.57)          | 248.4 (9.78)          | 146.1 (5.75)          | 111.9 (4.41)          | 62.9 (2.48)           | 1,907 (75.07)         |
| 평균 강수일수 (≥ 1.0 mm)          | 7.8                   | 7.7                   | 11.6                  | 11.7                  | 11.9                  | 13.8                  | 15.4                  | 11.1                  | 12.9                  | 10.2                  | 9.0                   | 8.2                   | 131.3                 |
| 평균 월간 일조시간                | 126.8                 | 138.5                 | 162.6                 | 177.5                 | 179.4                 | 140.1                 | 148.6                 | 178.9                 | 132.7                 | 136.4                 | 128.0                 | 128.1                 | 1,777.6               |
| 출처: Japan Meteorological Agency |                       |                       |                       |                       |                       |                       |                       |                       |                       |                       |                       |                       |                       |

## 교통

### 철도
- 도카이 여객철도 주오 본선

### 도로
- 국도 19호선
- 국도 361호선